# Uma Rosa com Amor (2010)
Uma Rosa com Amor é uma telenovela brasileira que foi produzida pelo SBT, e exibida entre 1 de março a 16 de agosto de 2010 em 145 capítulos, substituindo Vende-se um Véu de Noiva e sendo substituída pela reprise de Canavial de Paixões.
Foi um remake da obra hormônia de Vicente Sesso, sendo adaptada por Tiago Santiago com a colaboração de Miguel Paiva e Renata Dias Gomes e direção-geral de Del Rangel.
Conta com Carla Marins, Cláudio Lins, Mônica Carvalho, Betty Faria, Edney Giovenazzi, Carlo Briani, Isadora Ribeiro e Lúcia Alves nos papéis principais.

## Produção
Em junho de 2009, o SBT adquiriu os direitos das novelas Uma Rosa com Amor e Minha Doce Namorada em uma negociação que durou quase 2 anos diretamente com o autor Vicente Sesso. A demora em fechar o acordo deu-se pela fato de Vicente não querer que nenhuma obra sua fosse adaptada por Íris Abravanel, uma vez que considerava de péssimo gosto a versão feita por ela para Vende-se um Véu de Noiva – originalmente escrita por Janete Clair – e obrigou a emissora a incluir uma clausula contratual que impedisse a autora de se responsabilizar por qualquer trabalho seu futuramente. Em 10 de julho a emissora conseguiu tirar da RecordTV o autor e supervisor de teledramaturgia Tiago Santiago, uma vez que Sílvio Santos havia ficado impressionado com os números de audiência que suas novelas davam na concorrência. Para conseguir fechar o acordo, foi oferecido a ele um salário três vezes maior e a liberdade para que ele reestruturasse a teledramaturgia do canal, como havia ajudado Herval Rossano fazer na RecordTV em 2004 – fato este que nunca veio a ocorrer, uma vez que o SBT barrou o projeto de compra de equipamentos e cenografia do exterior por contenção de custos, seguindo a nova novela com a mesma baixa estrutura presente desde 2001.
As gravações da trama se iniciaram em dezembro de 2009 e chegaram ao fim em 2 de julho de 2010. O autor desejava que Uma Rosa com Amor fosse exibida às 19h, como na primeira versão, porém a direção preferiu evitar o confronto com as "novelas das sete" da Rede Globo – a reta final de Tempos Modernos e Ti Ti Ti – remanejando-a para as 20h15, onde tinha apenas telejornais nos canais concorrentes. A abertura da novela trouxe "Pretty Woman", de Roy Orbison, mostrando marionetes que encarnavam os personagens.

### Escolha do elenco
Tiago Santiago queria Sônia Braga para o papel de Amália, porém a atriz recusou por não querer ter seu nome atrelado às produções tidas como de gosto duvidoso da emissora naquele momento – desde a década de 1990 o SBT apostava apenas em remakes de novelas mexicanas ou produções de Íris Abravanel. Betty Faria aceitou o convite para a personagem, descontente com a pouca importância de seus papeis nos últimos trabalhos na Rede Globo. O autor também tentou contratar Wagner Moura e Eduardo Moscovis para o protagonista Claude, porém ambos recusarem por não quererem deixar a Rede Globo. Jorge Pontual e Carlos Bonow também foram convidados, mas os dois preferiram manter-se na RecordTV, sendo que o papel ficou para Cláudio Lins, que estava sem trabalho há seis anos desde o fim de Esmeralda.
Com a troca da RecordTV pelo SBT, Tiago conseguiu levar alguns atores consigo, como Jussara Freire, Mônica Carvalho e Toni Garrido. Carla Marins foi um dos últimos nomes anunciados, sendo confirmada como no papel principal em outubro de 2009, trocando a Rede Globo pela emissora por ser admiradora da obra de Vicente Sesso e por almejar ser alçada ao posto de protagonista.

## Enredo
Serafina (Carla Marins) é uma moça simples de 35 anos que mora em um cortiço em São Paulo com os pais, Amália (Betty Faria) e Giovanni (Edney Giovenazzi), e os irmãos, Terezinha (Sabrina Petraglia) e Dino (Bruno Bezerra). Ela é secretária na empresa de Claude (Cláudio Lins), um empresário francês que está prestes a fechar um negócio de 10 milhões de dólares em poucas semanas, mas  para isso precisa de um visto de permanência e a cidadania brasileira, o qual só conseguirá se casando com uma moça local o mais rápido possível. O rapaz é namorado da ambiciosa Nara (Mônica Carvalho), mas não pode se casar com ela, uma vez que ela nunca se separou legalmente do ex-marido, que desapareceu para não pagar pensão aos dois filhos. Enquanto isso Serafina fica desesperada ao descobrir que o cortiço será desapropriado e todas as famílias vão para a rua, a menos que consigam 1 milhão de reais para comprar o lugar. Ela encontra uma carteira com um cheque em branco dentro que poderia salvar o local, mas decide devolvê-la para o dono, Mr. Smith (Roberto Arduim), que fica honrado com sua honestidade e indica a moça para Claude, seu amigo pessoal, se casar.
Apesar de inicialmente ficar ofendida, Serafina aceita a proposta de viver um falso casamento "de aparências" com Claude em troca do dinheiro para comprar o cortiço e salvar sua família e vizinhos de pararem na rua. Porém, apesar dos conflitos e das personalidades fortes de ambos, os dois acabam se apaixonando verdadeiramente com o passar do tempo e da convivência, embora tentem negar o romance por serem de mundos diferentes. Quem não gosta da aproximação dos dois é Nara, que continua seu romance com Claude e conta com a ajuda do pai, Egídio (Carlo Briani), um engenheiro golpista com falso diploma que trabalha na empresa Geraldy, para separar o novo casal e colocar a mão na fortuna do empresário futuramente. A filha de Nara, Raquel (Marina Stacciarini), seguiu o mesmo mau-caratismo da mãe e faz de tudo para separar Milton (Felipe Lima) e Terezinha. Já o irmão dela, Beto (Fábio Rhodes), se apaixona por Terezinha, mas decide tentar conquistá-la honestamente, embora sua melhor amiga, Elisa (Márcia Kaplun), seja apaixonada por ele. Já no cortiço moram o manipulador de marionetes Pimpinoni (João Acaiabe), que tenta alertar Serafina que o casamento trará problemas, além da fofoqueira Pepa (Jussara Freire) e do garçom (Nilton Bicudo), que vivem em guerra.
Roberta (Isadora Ribeiro) é uma atriz espalhafatosa em decadência, que sempre arma situações com os fotógrafos para sair nas primeiras páginas dos jornais. Ela se envolve com André (André Cursino), um rapaz com metade de sua idade e filho de Joana (Lúcia Alves), uma costureira que foi atriz no passado e cujo Roberta roubou seu grande amor de juventude, o falecido ator Rodolfo (Cláudio Fontana). Sérgio também tem um romance mal resolvido com Cleide (Greta Antoine), cujo terminou por intermédio da mãe da moça, Catarina (Clarisse Abujamra), que deseja que a filha se case com um homem rico. Ercy (Ana Carolina Lima) é uma socialite fútil, que não aceita ser rejeitada por Frazão (Toni Garrido) e decide difamar a carreira da produtora de moda Alabá (Pathy Dejesus), o interesse amoroso do rapaz. Janete (Joana Limaverde) e Ninica (Luciana Vendramini) namoram os gêmeos Hugo e Antoninho (Rubens Caribé), que não se conhecem, o que faz com que as duas achem que estão sendo traídas.

## Elenco
| Intérprete          | Personagem                   |
| ------------------- | ---------------------------- |
| Carla Marins        | Serafina Rosa Petroni        |
| Cláudio Lins        | Claude Antoine Geraldy       |
| Mônica Carvalho     | Nara Paranhos                |
| Betty Faria         | Amália Petroni               |
| Edney Giovenazzi    | Giovanni Petroni             |
| Carlo Briani        | Egídio Paranhos              |
| Isadora Ribeiro     | Roberta Vermont              |
| Lúcia Alves         | Joana Camargo                |
| Etty Fraser         | Antonieta Alves              |
| Clarisse Abujamra   | Catarina Batateira           |
| Joana Limaverde     | Janete Loures                |
| Luciana Vendramini  | Nina Aguiar (Ninica)         |
| Rubens Caribé       | Hugo Batateira               |
| Rubens Caribé       | Antoninho Batateira          |
| Maria Cláudia       | Elizabeth Smith (Miss Smith) |
| Roberto Arduim      | Carl Smith (Mr. Smith)       |
| João Acaiabe        | Pimpinoni                    |
| Jussara Freire      | Pepa Fontenelle              |
| Nilton Bicudo       | Afrânio Matos                |
| Rubens Caribé       | Hugo Batateira               |
| Rubens Caribé       | Antoninho Batateira          |
| Renato Scarpin      | Dr. Freitas                  |
| Gisele Fraga        | Alzira                       |
| Paulo Goulart Filho | Paulo Campos                 |
| Cidinha Milan       | Genoveva                     |
| Pathy Dejesus       | Alabá Martins                |
| Toni Garrido        | Frazão                       |
| Daniel Uemura       | Gurgel                       |
| Sabrina Petraglia   | Terezinha Petroni            |
| Márcia Kaplun       | Elisa                        |
| Lui Strassburger    | Oscar                        |
| Jottapê             | João Alves (Joãozinho)       |
| Pathy Dejesus       | Alabá                        |
| Ana Carolina Dias   | Ercy                         |
| Felipe Lima         | Milton Batateira             |
| Marina Stacciarini  | Raquel Paranhos              |
| Fábio Rhoden        | Roberto Paranhos (Beto)      |
| Ana Carolina Lima   | Ercy Andrade                 |
| Elam Lima           | Colibri                      |
| Vanessa Kseib       | Sílvia                       |
| Mila Ribeiro        | Dádi                         |
| Luís Carlos Bahia   | Zequias                      |
| Bruno Bezerra       | Dino                         |
| Thiago Giacomini    | Lucas                        |
| Pietra Pan          | Miriam Alves                 |

### Participações especiais
| Intérprete                | Personagem                                                      |
| ------------------------- | --------------------------------------------------------------- |
| João Vitti                | Carlos Vasconcelos                                              |
| Cláudio Fontana           | Rodolfo Gonçalves                                               |
| Cléo Ventura              | Marta ( secretária de Carlos                                    |
| Íris Nascimento           | Zenilda                                                         |
| Moacyr Franco             | Velho Bento                                                     |
| Luís Carlos Miele         | Taxista                                                         |
| Maria Eugênia de Domênico | Maria                                                           |
| André Corrêa              | Inglesias                                                       |
| Octávio Mendes            | Fotógrafo                                                       |
| Guilherme Seta            | Amigo de Joãozinho                                              |
| Alberto Baruque           | Oficial de Justiça                                              |
| Beto Marden               | Como ele mesmo                                                  |
| Octávio Mendes            | fotógrafo contratado por Serafina para seu casamento com Claude |

## Exibição
Reprise
Foi reprisada na íntegra na faixa vespertina entre 28 de março até 18 de outubro de 2011, em 145 capítulos, substituindo Camaleões e sendo sucedida por Marimar.
Outras Mídias
Uma Rosa com Amor, foi disponibilizada na plataforma de streaming +SBT em seus 145 capítulos originais, em HD, na versão original.

## Trilha sonora

### Volume 1
Capa: logotipo da novela
1. Tiro ao Álvaro - Adoniran Barbosa (Tema De Serafina)
2. Oh, Pretty Woman - Roy Orbison (Tema De Abertura)
3. Diga Que Me Ama - Vânia Abreu (Tema De Terezinha E Milton)
4. São Paulo - Vega (Tema De Locação: São Paulo)
5. Find Your Own Way - Caroline Harrison
6. Consumado - Arnaldo Antunes
7. Vai No Bexiga Pra Ver - Beth Carvalho (Tema De Locação: Bexiga)
8. Diz Que Fui Por Aí - Fernanda Takai (Tema De Joana)
9. O Retorno De Saturno - Detonautas Roque Clube
10. Another Love Song - Shereen Shabana
11. Crush On You - Johnny Franco
12. Nem Vem Que Não Tem - Karla Sabah (Tema De Elisa)
13. Cupido - Claudio Lins (Tema De Claude)
14. Todos Amigos Perto De Mim - Toni Garrido (Tema De Frazão)

### Volume 2: Pista Hits
Capa: Luciana Vendramini
CD 1
1. Stereo Love - Edward Maya feat. Vika Jigulina 2:50
2. Follow You - Desaparecidos 4:12
3. I Feel So Free - Spyzer 2:47
4. Hot - Inna 3:36
5. One Day One Night - DJ Antoine feat. Mish 3:04
6. Wish You Were Here - Richard Vaun 3:24
7. Sweet Dreams - Nick Corline 4:27
8. Destiny - Dj Tom Hopkins feat. Samara 3:31
9. Can t Get Enough - Soulsearcher 4:52
10. Watch Out - Alex Gaudino Feat. Shena 3:36
11. Who Let The Dog Out - The Nycer feat. Liz Kay 3:10
12. Watching You - R I O feat. Liz Kay 3:54
13. I Like The Way - Gasparian feat. Ben Norris 3:28
14. Moving On Up - Candy 3:17
15. Devolution - Bingo Players 2:25
16. Para Sambar - Tiko'S Grooove Feat Mendinça Do Rio 2:46
17. Stereo Love - Bonus Unplugged - Edward Maya feat. Vika Jigulina 4:35

CD 2
1. Bad Romance - D Mixmaster 4:57
2. Let The Bass Kick In Miami Bitch - Chuckie & Lmfao 2:45
3. Paradise City - Ruinni Mora & Marchesini Feat Denis J Axl 3:29
4. Show Me Love - Dj Hush 4:02
5. Let The Party Start - Dj Tom Hopkins Feat Samara 3:27
6. Free The Night - Dj Joe K 3:21
7. That's My Name - Akcent 4:05
8. Loving Forever - Dj Dami 3:19
9. Avenue - Crew 7 2:55
10. Hey Hey - Dennis Ferrer 3:31
11. La Mezcia - Michel Cleis Featuring Totó Lá Momposina 5:00
12. More Than This - Ben Project 3:08
13. Rising High - Alexandra Prince 3:33
14. Fever - Manyus & Dario Guida 3:14
15. Gold - Antonie Clamaran 3:49
16. Dias Melhores - Bonus Nacional - Mavericks 3:55

Outras canções não incluídas na trilha sonora
1. Todo dia é assim - Ivan Lins (Tema De Serafina E Claude)
2. Cada vez Melhor - Tiago Gamke
3. São Paulo, São Paulo - Preme (Tema De Locação: São Paulo)
4. Será - Tânia Costa
5. Saiba - Arnaldo Antunes (Tema De Pimpinoni)
6. Rolam as Pedras - Antiguarius (Tema De Beto)
7. Puro Êxtase - Barão Vermelho (Tema De Nara)
8. Chazinho com biscoito - Vander Lee e Regina Souza
9. Shiny Happy People – R.E.M.
10. What If I Stay – Melanie C.
11. Move You – Anya Marina (Tema de Roberta)
12. I’d Come For You – Nickelback (Tema de Beto)
13. Insensatez – Fernanda Takai
14. When I Fall In Love - Flávia Barsotti
15. Stand by Me – Seal
16. Wish You Were Here – Richard Vaun
17. Stand by Me – J.J Jackson
18. Pedido de Casamento - Arnaldo Antunes
19. Samba Italiano - Adoniran Barbosa

## Audiência
A estreia de Uma Rosa com Amor marcou em São Paulo uma média de 4,8 pontos, permanecendo em quarto lugar na audiência atrás do Jornal Nacional com 33 pontos, Jornal da Record com 10 e Jornal da Band com 6.  Na segunda semana, porém, a trama já havia perdido quase metade de seu público e marcava 3 pontos. Com o passar dos capítulos a novela começou se estabilizar e manteve uma audiência média entre 4 e 7 pontos, chegando a 8 em algumas ocasiões, fixando-se na terceira colocação. No seu último capítulo a novela atingiu 10 pontos, conquistando a vice-liderança. Uma Rosa com Amor chegou ao fim com média de 6 pontos, mantendo a mesma audiência do programa anterior, SBT Show, porém abaixo do desejado pela emissora, que esperava os dois dígitos pelo alto investimento na contratação do autor e atores da concorrência.

## Exibição internacional
- Angola - TV Zimbo - Só Novelas
- Venezuela - Televen - MIRA TV
- Moçambique - TVM
- Peru - Panamericana TV
- El Salvador - Tcs canal 2